# Gado Bravo
Gado Bravo este un oraș în Paraíba (PB), Brazilia.